# Dirck Cornelisz. van Reynegom

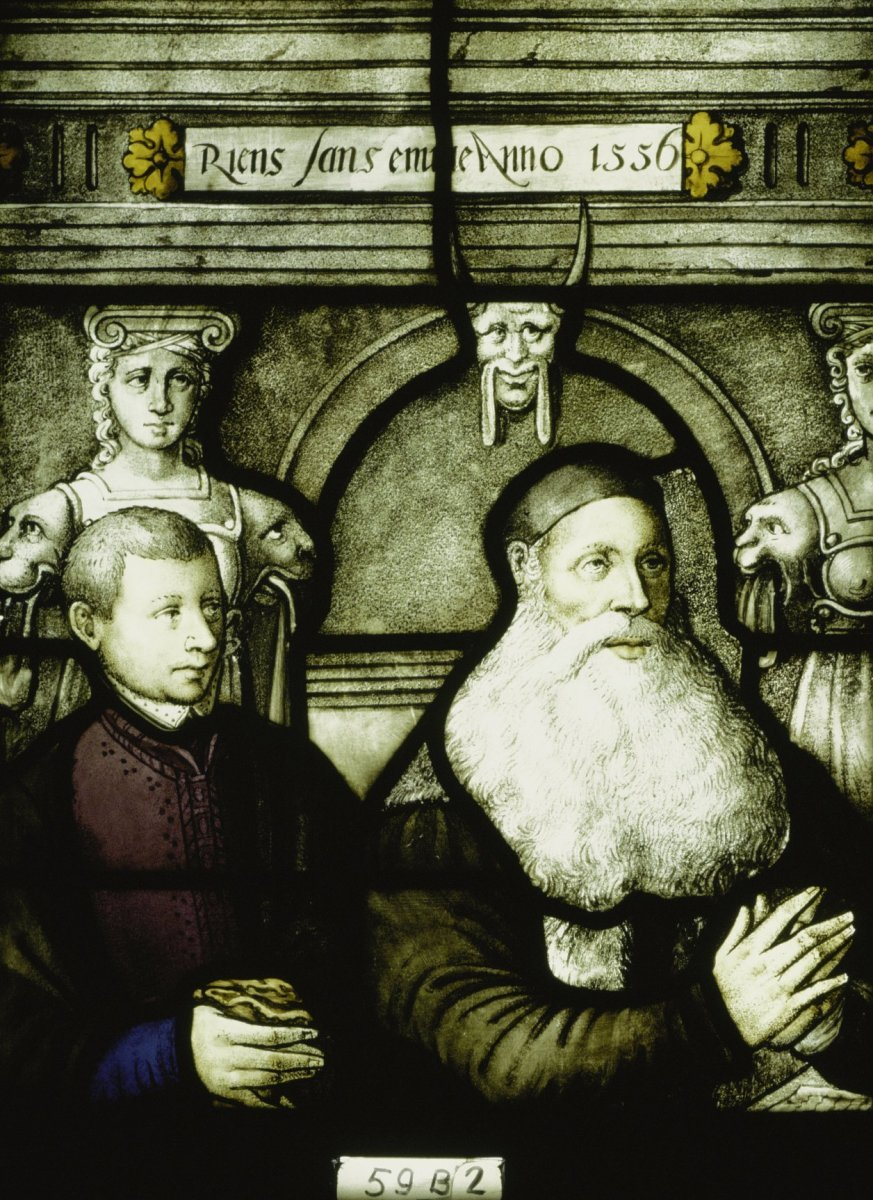
Rechts Van Reynegom (links zijn zoon) afgebeeld op een van de Goudse glazen

Dirck Cornelisz. van Reynegom (1504 -  begraven Gouda, 10 juni 1584) was bierbrouwer en rentmeester van de grafelijke tol aan de Haven in de Noord-Nederlandse stad Gouda.

## Biografie
Van Reynegom was een van de rijkste brierbrouwers van Gouda. In 1546 was hij de grootste brouwer van de stad. Hij woonde met zijn vrouw Aechte Jansdr. en kinderen in een patriciërswoning aan de Westhaven. Van Reynegom was lid van de Goudse vroedschap, enkele malen schepen en kerkmeester van de Sint-Janskerk.
Van Reynegom spande zich in om fondsen te werven voor de bekostiging van de nieuwe gebrandschilderde glazen in de Grote of Sint-Janskerk in Gouda. In 1556 schonken Van Reynegom en zijn vrouw een gebrandschilderd glas ten behoeve van de kapel van het Regulierenklooster aan de Raam te Gouda. De gebrandschilderde glazen van dit klooster werden in 1580 overgebracht naar de Goudse Sint-Janskerk. Sinds 1934 is dit een van de glazen in de Van der Vormkapel van deze kerk. Het betreft de voorstelling van de  Bespotting. Het glas is ontworpen door Dirk Crabeth en gemaakt door één of meer van zijn medewerkers. Van Reynegom en zijn vrouw staan met hun kinderen als schenkers van dit glas aan de onderzijde afgebeeld, met rechtsboven hen het motto van Van Reynegom "Rien sans émuer" (Niets zonder het hart).
De rooms-katholieke Van Reynegom was een aanhanger van de Spaanse koning Filips II. Na de overgang van Gouda naar het kamp van Willem van Oranje was hij betrokken bij een poging om de stad weer in handen van de Spanjaarden te spelen. De poging werd verijdeld en Van Reynegom en burgemeester Stempels werden veroordeeld tot een gevangenisstraf en een verbanning uit de stad. Van Reynegom vestigde zich in Delft. Na verloop van tijd werd hij door de prins van Oranje weer in zijn oude functie van rentmeester hersteld. Hij overleed in 1584. Hij werd op 10 juni 1584 begraven in de Sint-Janskerk van zijn oude woonplaats Gouda.